# Antônio Rodrigues de Aguiar
Antônio Rodrigues de Aguiar (* 21. März 1768 in Rio de Janeiro; † 3. Oktober 1818) war ein brasilianischer Geistlicher und römisch-katholischer Prälat von Goiás.

## Leben
Antônio Rodrigues de Aguiar wurde am 18. Juni 1791 zum Diakon geweiht und empfing am 24. September desselben Jahres das Sakrament der Priesterweihe.
Am 24. Juni 1810 ernannte ihn Papst Pius VII. zum Prälaten von Goiás und am 15. März 1815 zum Titularbischof von Azotus. Der Erzbischof von São Sebastião do Rio de Janeiro, José Caetano da Silva Coutinho, spendete ihm am 29. September 1816 die Bischofsweihe.